# Opération Xcellerator
L'opération Xcellerator est une opération menée à partir de 2007 par la Drug Enforcement Administration des États-Unis, avec la coopération des autorités du Mexique et du Canada, contre les trafiquants de drogue du cartel de Sinaloa.

## Opérations

### Arrestations
En février 2009, après 21 mois d'opération, 755 suspects ont été arrêtés en Californie, au Minnesota et dans le Maryland. 

### Saisies
Outre les arrestations de trafiquants de drogue présumés, 59,1 millions de dollars américains en espèces, plus de 12 000 kg de cocaïne, 7 300 kg de marijuana, 540 kg de méthamphétamine, 8 kg d'héroïne, 1,3 million de pilules d'ecstasy, 149 véhicules, 3 avions, 3 navires et 169 armes à feu ont été saisis.
Un laboratoire de méthamphétamine à grande échelle a également été découvert, ainsi qu'un laboratoire d'ecstasy capable de produire 12 000 pilules par heure.